# Gofukumachi (métro de Fukuoka)
Gofukumachi (呉服町駅, Gofukumachi-eki) est une station de la ligne Hakozaki du métro de Fukuoka. Elle est située dans l'arrondissement de Hakata à Fukuoka au Japon.

## Situation sur le réseau
Établie en souterrain, Gofukumachi est située au point kilométrique (PK) 0,5 de la ligne Hakozaki. Elle est située entre la station Nakasu-Kawabata, le terminus ouest, et la station Chiyo-Kenchoguchi, en direction du terminus est Kaizuka.

## Histoire
La station Gofukumachi est mise en service le 20 avril 1982, lors de l'ouverture à l'exploitation de la ligne entre Nakasu-Kawabata et Gofukumachi.

## Services aux voyageurs

### Accès et accueil
La station est ouverte tous les jours.

### Desserte
Gofukumachi est desservie par les rames de la ligne Hakozaki :
- voie 1 : direction Kaizuka
- voie 2 : direction Nakasu-Kawabata (interconnexion avec la ligne Kūkō pour Meinohama)

Installations et desserte
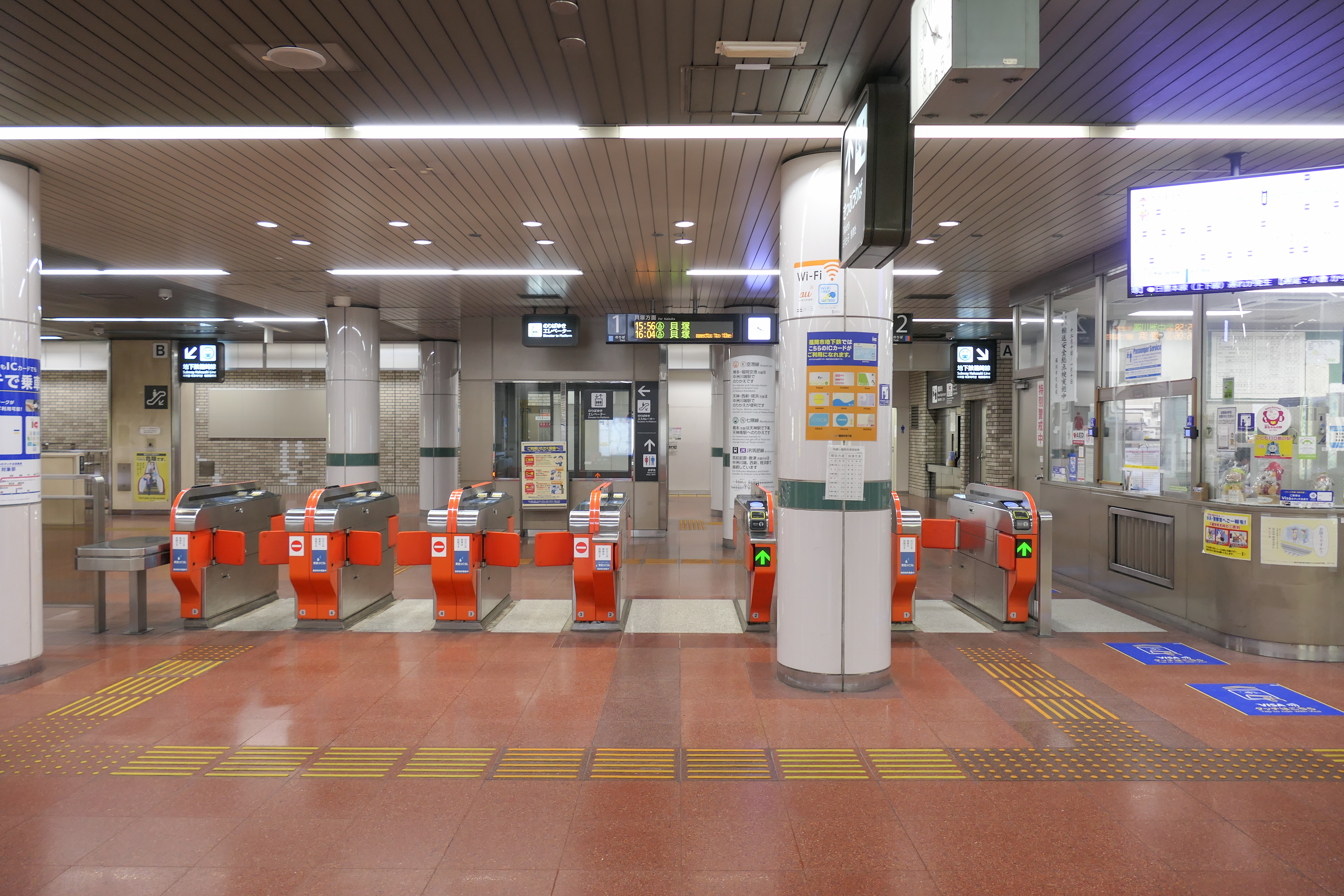
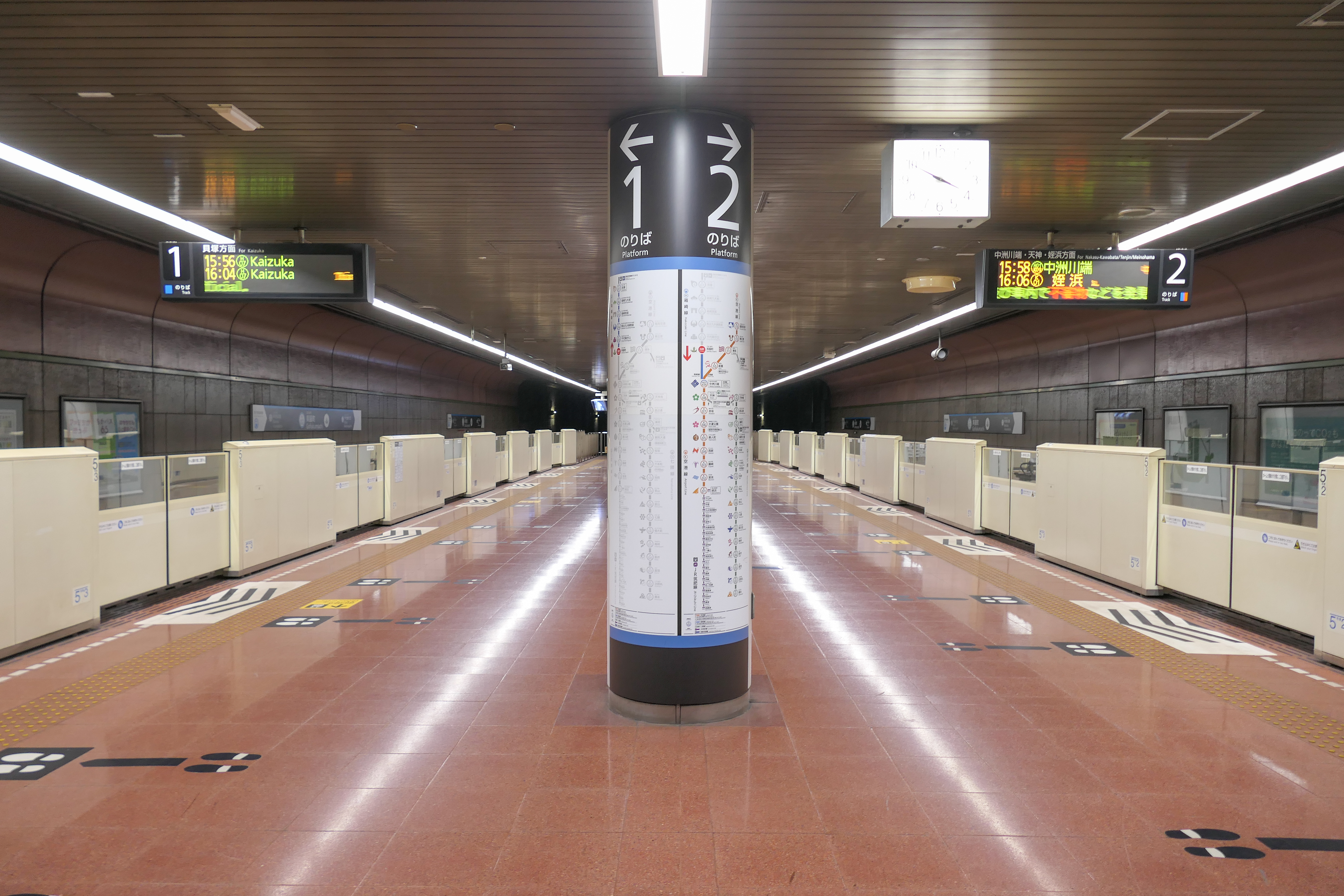